# Valiergues
Valiergues é uma comuna francesa na região administrativa da Nova Aquitânia, no departamento de Corrèze. Estende-se por uma área de 13,13 km². Em 2010 a comuna tinha 149 habitantes (densidade: 11,3 hab./km²).